# Union Carbide
Pour le groupe de rock, voir Union Carbide Productions.
Union Carbide est une multinationale américaine créée en 1898, produisant et distribuant des produits chimiques.
L'entreprise, rachetée en 2001 par Dow Chemical employait plus de 2 400 personnes en 2011. Elle fabrique et vend de nombreux produits chimiques et polymères complexes qui entrent dans la composition de peintures, plastiques, revêtements synthétiques, emballages, fil, textiles, câbles, produits automobiles, pesticides, produits pétroliers et gaziers, produits ménagers, cosmétiques et produits pharmaceutiques.
Certains sont des produits très consommés et d'autres sont des produits spécialisés.

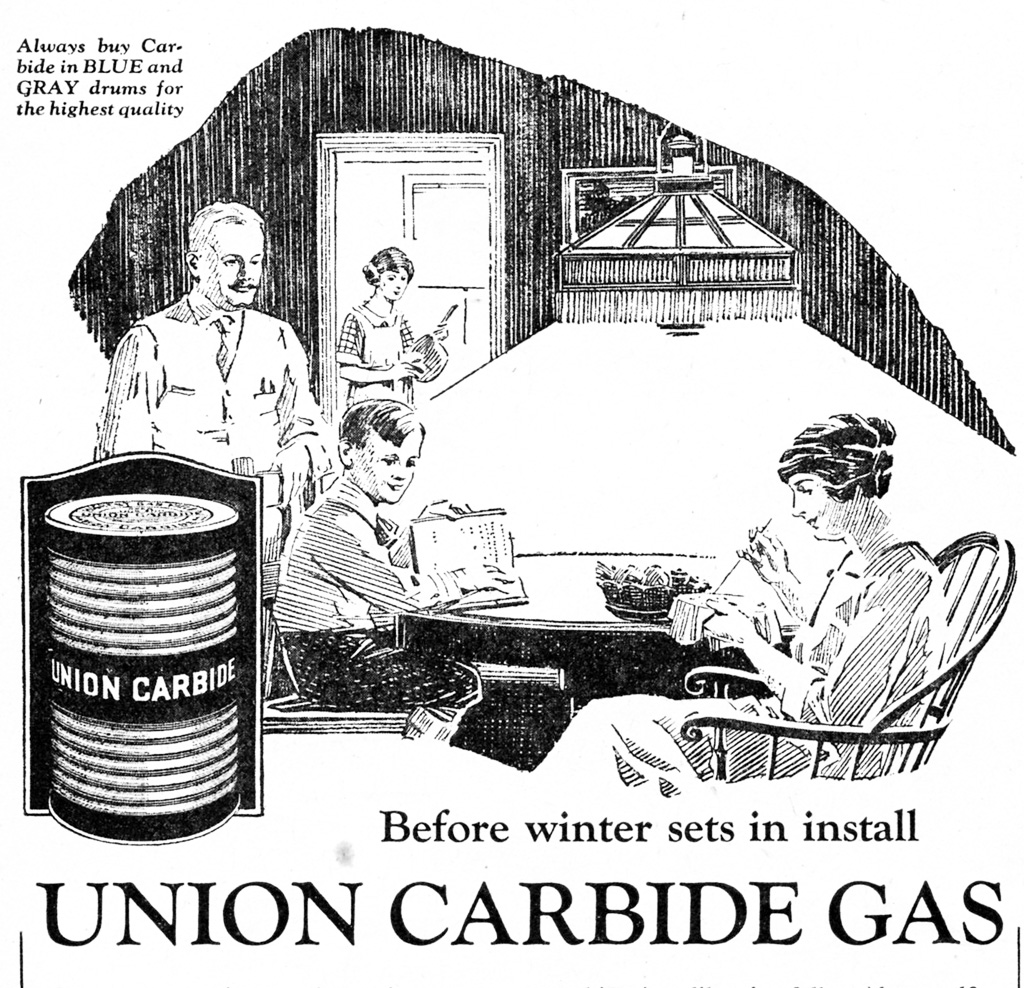
Dessin publicitaire de 1922 pour l'éclairage au gaz éthylène d'Union Carbide. Avant la diffusion de l'éclairage électrique, l'éclairage au gaz était encore courant dans les zones rurales des États-Unis (début 1925, seules un peu plus de 3 % des trois millions de fermes du pays étaient desservies par le réseau électrique).

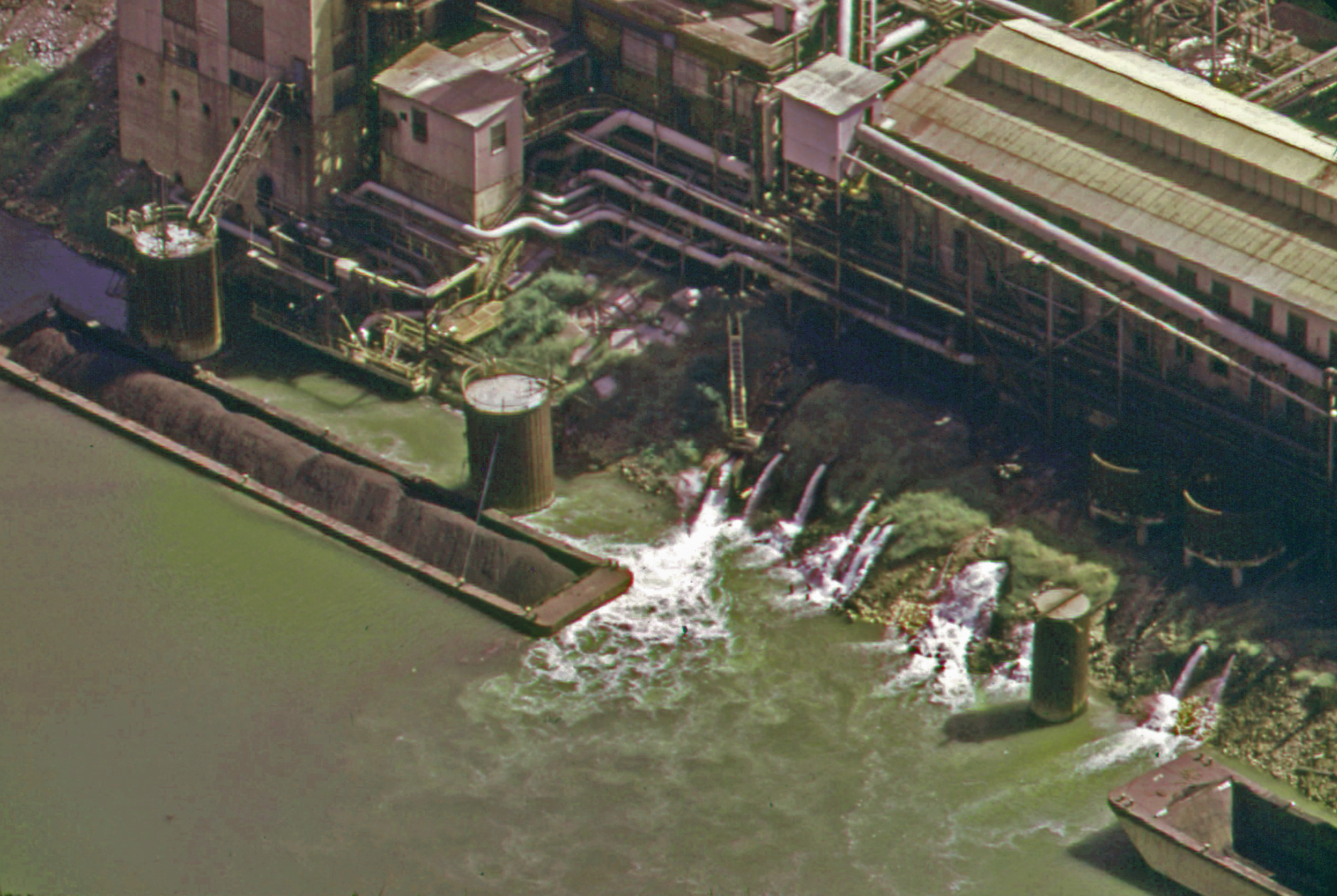
Vue aérienne des rejets directs d'effluents de l'Usine Union Carbide de Charleston dans la rivière Kanawha (ici en 1973) ; une partie de ces rejets était de l'eau réchauffée issue du système de refroidissement de l'usine, source de pollution thermique.

La société était propriétaire majoritaire (à 50,9 %) de sa filiale Union Carbide India Limited au moment de la catastrophe de Bhopal dont celle-ci fut responsable.

## Histoire
La société Union Carbide a pour origine la société Carbon Corporation fondée en 1898. Celle-ci est devenue en 1917, à la suite de la fusion avec la National Carbon Company (en), un groupe dénommé Union Carbide & Carbon Corporation.
Les chimistes de cette entreprise ayant trouvé un moyen économique de produire de l'éthylène à partir de gaz naturels liquides tels que l'éthane et le propane, le groupe a donné naissance à l'industrie pétrochimique moderne et à l'un des premiers géants industriels de la chimie.
En 1920 la société crée une division des produits chimiques qui fabrique de l'éthylène glycol comme antigel automobile et crée selon Dow la première usine pétrochimique du monde.
La société achète ensuite régulièrement d'autres entreprises, dont en 1939 la Bakelite Corporation (fondée par le belge Leo Baekeland pour produire industriellement la Bakélite, l'un des premiers plastiques industriels).
Après la Seconde Guerre mondiale, Union Carbide rachète une grande usine rapidement construite en 1943 à Institute en Virginie occidentale pour produire du caoutchouc synthétique dans le cadre de l'effort de guerre. Elle en fait une plafeforme production de produits chimiques, qui sera vendue en 1986 au groupe français Rhone-Poulenc (devenu Aventis CropScience en janvier 2000 puis Bayer CropScience en 2002. Ce site sera racheté par Union Carbide à Bayer CropScience le 1er avril 2015.
Lors de la guerre froide la société est très active en termes de recherche et développement dans le domaine de la propulsion de missiles guidés et de fusées (moteurs à combustibles chimiques solides ou liquides stockables) ; ces activités étaient centrées sur le Centre technique situé près de Charleston, en Virginie-Occidentale. 
Le département des matériaux aérospatiaux a été créé à cette époque, aux fins mentionnées dans la division Produits de carbone de l'entreprise.
En 1957 la société change son nom en « Union Carbide Corporation », souvent désignée par le diminutif Carbide.
Elle exploite le laboratoire Oak Ridge National Laboratory de 1947 à la fin des années 1970.
Après 1984, pour rembourser une partie des dettes due a la catastrophe de Bhopal, l'entreprise vend une partie de ses usines, se séparant de The Glad Products Company (Glad Trashbags) et d'Eveready et Energizer (production de piles et batteries), de Simoniz (producteur de cire de voiture) et de Prestone (production d'antigel) et du secteur des batteries Ucar qui utilisaient le chlorure de zinc produit par Carbide. Ralston Purina a racheté les piles alcalines Energizer  en 1986 à la suite d'une opération de prise de contrôle hostile.
En 1997, Union Carbide et la société Exxon Chemical coopérèrent dans des recherches sur la production de polyéthylène.
Dow Chemical annonce en 1999 vouloir racheter Union Carbide (valeur estimée : 8,8 milliards de dollars) ; la vente est finalement signée le 6 février 2001 (y compris ses branches produits chimiques électroniques, intermédiaires du polyuréthane, gaz industriels et les produits à base de carbone).

## Accidents industriels, sanitaires et environnementaux

### Désastre du Hawks Nest Tunnel
L'épisode dit du « Hawks Nest Tunnel disaster (en) » s'est étendu de 1927 à 1932, période de construction d'un grand projet de tunnel hydroélectrique, conduite par Union Carbide. Lors de l'excavation ce tunnel, les ouvriers ont découvert un gisement de silice minérale et il leur a été demandé de le récolter pour alimenter l'industrie de l'acier, mais sans que leur soient fournis des masques ou autres équipements de protection. À la suite de leur exposition à la poussière de silice, de nombreux travailleurs du chantier ont ensuite développé une silicose ; on admet aujourd'hui que 109 d'entre eux en sont morts.

### Asbestose
Au début des années 1960, Union Carbide Corporation a commencé à exploiter en Californie de nouveaux gisements de fibres d'amiante chrysotile près de Coalinga, King City et de New Idria. Ces fibres d'amiante ont été vendues sous la marque "Calidria" en grandes quantités et pour une large gamme d'applications, y compris pour renforcer des cloisons. Union Carbide a ensuite vendu la mine à ses employés sous le nom de KCAC (« King City Asbestos Mine ») dans les années 1980 avant qu'elle ne ferme quelques années plus tard[réf. nécessaire]. Cet amiante a été et est encore probablement source d'asbestose,,.

### Catastrophe de Bhopal
La firme Union Carbide est tristement connue depuis l'explosion d'une de ses usines, le 3 décembre 1984, à Bhopal, en Inde. C'est l'une des plus grandes catastrophes industrielles connues à ce jour (avec l'explosion de la centrale atomique de Tchernobyl) puisque le dégagement de gaz toxiques et ses retombées ont provoqué plus de dix mille morts. L'entreprise n'a jamais communiqué aux habitants ni au personnel médical de Bhopal la nature précise des produits traités dans l'usine, ni les remèdes possibles.
Aujourd'hui, presque quarante ans après ce drame, des produits toxiques à l'air libre ou enfouis du temps de l'utilisation de cette usine continuent de tuer des dizaines de personnes tous les mois. 
Aucun effort n'est fait de la part de cette compagnie, ni de l'État indien, pour nettoyer cette usine et les sites contaminés.
L'État indien était actionnaire a 51 % de la filiale de Bhopal, donc premier responsable de la catastrophe car l'usine avait été créée dans un lieu inhabité mais la population des employés et services s'étaient installés tout autour.
L'entreprise était alors dirigée par Warren Anderson. Décédé le 29 septembre 2014, à Vero Beach en Floride aux États-Unis, il n'a jamais été jugé par la justice indienne.

### Non conformités
Un grand nombre de pollutions et accidents sont attribués à ce groupe chimique,, dont notamment :
- en 1985, une grave pollution chimique s'est produite dans une usine (similaire à celle de Bhopal) située en Virginie-Occidentale. C'est à la suite de cet évènement que le congrès a voté une loi[19] qui incluait la mise à disposition du public d'un inventaire des rejets toxiques. Union Carbide informé l'EPA que depuis 1980 son usine d'Institute a connu 190 fuites de produits chimiques : 61 de ces fuites concernaient l'isocyanate de méthyle (MIC), et 107 du phosgène, et dans 22 fuites ces deux produits étaient associés ;
- en avril 1986, l'Occupational Safety and Health Administration (OSHA) à la suite de l'inspection en septembre 1985 de cinq des 18 usines d'Institut, en Virginie-Occidentale a notifié à l'entreprise 221 violations à 55 lois sur la santé et la sécurité, avec à la clé une amende de 1,4 million de dollars. L'OSHA avait alors classé 72 des 221 violations comme « sérieuses », c'est-à-dire avec forte probabilité de décès ou de préjudice physique important. Antérieurement l'OSHA avait attribué à l'institut une bonne note  après qu'Union Carbide ait dépensé 5 millions de dollars en réparations de sécurité après la catastrophe à Bhopal[17] ;
- en août 1990 l'agence environnementale mexicaine SEDUE met en demeure Kemet, une filiale d'Union Carbide de mettre fin au déversement illégal de déchets dangereux dans l'environnement à Matamoros, au Mexique, près de Brownsville au Texas[17] ;
- en 1991, l'EPA attaque en janvier la société McGhan Nusil (qui sera acheté 2 mois plus tard (en mars 1991) par UCC&P  pour viol de la loi sur le contrôle des substances toxiques et fabrication non-déclarée de produits chimiques soumis à déclaration. L'EPA propose une pénalité de 384 000 $. Le 12 mars une explosion survient de nuit dans l'unité de production d'oxyde d'éthylène et de ses dérivés dans le complexe pétrochimique d'Union Carbide situé à Seadrift près de Port Lavaca au Texas[20]. Un travailleur contractuel est tué et 26 personnes sont blessés (bilan ensuite porté à 32 personnes) mais l'accident aurait pu faire des centaines de blessés si la cuve voisine avait aussi explosé. Plusieurs sorties de secours étaient verrouillées (des employés ont du escalader une clôture pour s'échapper) et la pression de l'eau du réseau anti-incendie était trop faible pour que les pompiers puissent refroidir les installations proches qui auraient pu être affectées par le feu. En septembre l'OSHA a proposé une amende de 2 803 500 $, après une enquête qui a mis en évidence 112 violations intentionnelles des règlements sur la santé et la sécurité[21]. En novembre de cette même année, l'EPA met en demeure onze entreprises (dont Union Carbide) de nettoyer une contamination des eaux souterraines du site Superfund Middlefield-Ellis-Whisman (MEW) à Mountain View (Californie) et San José  en Californie. En décembre, Union Carbide et Rhone-Poulenc reconnaissent avoir violé la Loi sur l'eau dans leur établissement d'Institut, en Virginie-Occidentale et acceptent de payer la pénalité de 425 000 $ (188 398 $ pour Union Carbide et 236 602 $ pour Rhône-Poulenc). Enfin le 31 décembre, un employé meurt lors de l'explosion d'un réservoir de produits chimiques de l'usine de South-Charleston, (Virginie-Occidentale), avec une probable dispersion d'amiante dans l'explosion entrainant une nouvelle amende pour Union Carbide (151 000 $ pour 23 violations de la santé et de la sécurité recensées sur ce site)[17] ;
- en janvier 1992, l'EPA porte plainte contre UCC&P et contre Gulf Coast Waste Eliminal Authority (une entité créée par l'État du Texas en 1969 pour aider la pétrochimie à épurer ses eaux usées et traiter ses déchets industriels). La plainte concernait le non-respect de la loi sur les déchets dangereux  par l'usine de Texas City, assortie à une pénalité de 170 150 $.

En mars l'EPA met aussi en demeure Union Carbide et cinq autres entreprises de nettoyer le site Superfund de Warwick (New York).
Cette même année, les NICS (National Institutes for Chemical Studies) publient les conclusions d'une étude quinquennale sur les taux de cancer dans la vallée de Kanawha en Virginie-Occidentale. Ce travail est cofinancé l'EPA, l'industrie chimique (dont par Union Carbide) et des ONG environnementales. L'étude conclut à une corrélation entre la santé des enfants et leur proximité avec les usines chimiques émettant des composés organiques volatils, conclusions qui sont alors contestées par Union Carbide et d'autres entreprises.